# Metal Slug Defense
Metal Slug Defense es un juego de tower defense en dos dimensiones que aprovecha tanto la temática como el carácter humorístico de la saga principal de Metal Slug. El juego conserva todas las animaciones de todos los personajes y aprovecha también los escenarios y la música de la saga principal. El modo de juego es de uno contra uno de torre de defensa con dos sitios en ambos lados del escenario donde se generan unidades y el objetivo principal del juego es destruir el sitio del lado opuesto que es tu enemigo.

## Características
Se trata de un juego en 2D de estrategia en tiempo real, en donde se juega en un escenario en donde hay dos "torres de defensa" en ambos lados del escenario, la tuya y la de tu enemigo, generamos AP para producir unidades para mandarlas a la batalla a que destruyas la base de tu enemigo, tu enemigo hará lo mismo así que cuida de tu base mandando infinidades de unidades. Hay más de 200 personajes para elegir, hay más de 200 etapas con sus escenarios únicos, tiene tres "mundos" (mapas), hay misiones especiales, hay jefes en algunas etapas, puedes elegir las unidades que usarás (deck), puedes mejorar tu base y cada una de tus unidades, hay una tienda para comprar, hay medallas, hay logros, un modo en línea con la posibilidad de luchar en equipos, hay ranking para el en línea y chat básico para el en línea.

## Jugabilidad
Durante la partida generamos AP que sirve para producir unidades, en donde una vez teniendo el AP necesario para un personaje se selecciona y automáticamente saldrá y avanzará, con el tiempo este tendrá un aura azul, al tocarlo, realizará su ataque especial (si es que tiene), cada personaje tiene formas de ataque y especilidades únicas, permitiendo al internauta crear su propia estrategia para ganar la partida. El objetivo en las etapas es simple: Destruir la base enemiga, y en las misiones especiales es cumpliendo ciertos objetivos. En el mapa de juego existen diversos niveles que, al liberar todos los prisioneros de la partida, podrás desbloquear unidades únicas, o bien, mejorar ciertos atributos que contribuyen a ganar el juego, ya sea generar AP más rápido, la velocidad de carga del Metal Slug Attack, o usar los ataques especiales con más frecuencia, entre otros.

## Argumento

### Apertura
20XX
Varios años después del intento de golpe de Estado del General Morden, fue derrotado. Los restos dispersos del Ejército Rebelde se han organizado de nuevo.
La inteligencia militar considera que el General Morden está vivo, y planeando otro golpe de Estado.
El Ejército Rebelde y los aliens se revelan como detrás del misterioso fenómeno que ocurre en el mundo.
Para detener a los rebeldes y a los aliens, la inteligencia militar envía tropas Musters en todo el mundo.

### Finalización
El General Morden y los alienígenas casi empujan al mundo al borde de la destrucción y el caos, ha sido detenido en el último momento por los militares.
Pero esto no quiere decir que hay paz.
La muerte del General Morden permanece sin confirmar.
¿Podría haber sobrevivido una vez más?
Si es así, ¿cuándo y cómo va a intentar otro golpe de Estado?
Y los alienígenas, también desaparecieron.
La lucha de los héroes no terminará. Siempre y cuando hay una batalla que se ganó en nuestro mundo.
- Datos: Q17622307